# 박문수
박문수(朴文秀, 1691년 10월 28일 ~ 1756년 5월 22일)는 조선 후기의 문신이자 정치인이다. 이른바 암행어사의 명불허전으로 매번 회자화되었던 그는 영조 때 호조판서 등을 지냈다. 박장원(朴長遠)의 증손이다.
자(字)는 성보(成甫)이고, 아호(雅號)는 기은(耆隱)이며 시호는 충헌(忠憲)이다. 본관은 고령(高靈)이며, 아버지는 박항한(朴恒漢), 큰아버지는 박태한(朴泰漢), 작은아버지는 박사한(朴師漢

## 생애
증조부는 이조판서 문효공 박장원(朴長遠)이고 할아버지는 군수 증 판서 박선(朴銑)이며 아버지는 증 의정부좌찬성에 추증되고 영은군(靈恩君)에 추봉된 박항한(朴恒漢)이다. 그의 아버지 박항한은  소론 구천 이세필(龜川 李世弼)에게 수학했다. 이세필의 친족이자 증조부 박장원의 외손 소론의 영수인 이광좌에게서 수학한 그는 1723년(경종 3년) 문과에 급제하여 사관(예문관 검열)이 되었다. 1724년 설서(設書)·병조정랑에 올랐다가 1724년(조선 영조 원년)에 노론이 집권할 때 삭직(削職)되었다.
1727년에는 정미환국으로 소론이 기용되자 사서에 등용되어 영남안집어사로 나가 부정한 관리들을 적발했고, 1728년 이인좌의 난이 일어나자 사로 도순문사 오명항(吳命恒)의 종사관으로 출전하여 전공을 세워 경상도 관찰사에 발탁되고, 분무공신(奮武功臣) 2등으로 영성군(靈成君)에 봉해졌다. 1730년 참찬관에 이어 호서 어사로 나가 굶주린 백성의 구제에 힘썼으며, 1734년에 진주사 부사(副使)로 청나라에 다녀와 앞서 안동서원을 철폐 시킨 일로 탄핵을 받아 풍덕(豊德) 부사로 좌천 되었다.
1741년(영조 17년) 어영대장을 거쳐 함경도 진휼사로 나가 경상도의 곡식 1만 섬을 실어 와서 기민(飢民)을 구제하여 송덕비가 세워졌다. 1742년 병조 판서, 1743년 경기도 관찰사가 되었으나 부임하지 않아 1744년 황해도 수군절도사로 좌천 되었다. 1749년 호조판서가 되어 양역의 폐해를 논하다 충주 목사로 다시 좌천 되었다. 그 후 영남 균세사(均稅使)를 거쳐 판의금부사·세손사부를 지내고 1752년 왕세손인 의소세손이 죽자 약방제조로 책임을 추궁 받아 제주도에 안치되었다.
1753년 풀려 나와 우참찬에 올랐다. 1756년 5월 22일(음력 4월 24일) 자택에서 사망했다.
졸기

영성군(靈城君) 박문수(朴文秀)가 졸(卒)하였다. 박문수는 춘방(春坊)에 있을 때부터 이미 임금이 알아줌을 받았으며, 무신년(1728년) 역변(逆變) 때에 조현명(趙顯命)과 더불어 함께 원수(元帥)의 막부(幕府)를 도와 개가를 아뢰고 돌아오니 임금의 권우(眷遇)가 날로 융숭하여 벼슬이 숭품(崇品)에까지 이르렀다. 나랏일에 대해서는 마음을 다하여 해이하지 아니하여 병조·호조 양부(兩府)에서 이정(釐正)하고 개혁한 것이 많았으며, 누차 병권(兵權)을 장악하여 사졸의 환심을 얻었다. 그러나 연석(筵席)에서 때때로 간혹 골계(滑稽)를 하여 거칠고 조잡(粗雜)한 병통(결점)이 있었다. 또 이광좌(李光佐)를 사표(師表)로 삼아 지론(持論)이 시종 일관 변하지 아니하였으니, 그 때문에 끝내 정승에 제배되지 못하였다. 그가 졸함에 미쳐 임금이 슬퍼하여 마지 않았다.

영조실록 87권, 영조 32년 4월 24일 신유 1번째기사 1756년 청 건륭(乾隆) 21년

시신은 충청도 목천현(후일의 충청남도 천안시 동남구 북면 은지리) 학성산(鵲城山) 해좌(亥坐) 언덕에 매장되었다. 묘표는 이종성(李宗城)이 썼다.

## 평가
관찰사 등 지방관으로서 군정과 세정에 밝았던 것으로 전해진다.
그러나 고집이 센 성격으로 끝내 영의정에 오르지 못했다.
그는 소론이면서도 당론의 폐해를 비판하고 당색에 상관없이 인재를 등용할 것을 주장하였다고 한다.

## 암행어사로서의 활동 여부
암행어사의 전형으로 잘 알려져 있으나, 그와는 달리 실제로 임금으로부터 암행어사로 임명된 적은 없으며, 별견어사로만 4번 파견되었다. 보통 당하관이 암행어사에 임명되는데 박문수는 별견어사로 임명되었을 때 모두 당상관이었다.

## 저서
- 《탁지정례》등.

## 가계도
슬하에 자녀가 없었던 박문수는 큰아버지 박태한(朴泰漢)의 친손자들 가운데서 1명(박순규)을 양자로 입양하였다.
- 증조부 : 박장원(朴長遠)
- 조부 : 박선(朴銑)
- 아버지 : 박항한(朴恒漢)
- 어머니 : 경주 이씨 - 이세필(李世弼)[5]의 딸
- 초실 부인 : 청풍 김씨 - 김통협(金通浹)의 딸 - 박순규(박문수 양자)의 양모
- 양자 : 박순규 - 생부 박시영(양부 박문수 사촌 형)의 둘째 아들로 출생
- 재실 부인 : 전주 이씨 - 안흥군 이숙의 딸
- 초배 빙부: 김통협(金通浹) - 본관은 청풍이며 아명(兒名)은 김도협(金道浹)
- 재배 빙부: 안흥군 이숙 - 양원군 이환의 양자(생부 의원군 이혁)
- 백부 : 박태한(朴泰漢) - 양자 박순규의 생가 친조부
- 백모 : 권두상(權斗相)의 딸
- 외숙부 : 이태좌(李台佐)
- 사촌 형 : 박시영(朴始榮) - 양자 박순규의 생부
- 사촌 형수 : 광산 김씨 - 양자 박순규의 생모
- 외종사촌 동생 : 이종성(李宗城) - 외숙부 이태좌의 아들
- 조카 : 박대규(朴大圭) - 양자 박순규 생부 박시영의 첫째 아들
- 조카 : 박치규(朴穉圭) - 양자 박순규 생부 박시영의 셋째 아들

## 전기 자료
- 이종성[6], 《오천집》 권11, 외형 영성군 묘표

## 박문수를 연기한 배우들
- 김진규 - 암행어사 박문수 (1962년 영화)
- 이정길 - 암행어사 (1981년 MBC 드라마)
- 변희봉 - 조선왕조 오백년 한중록 (1988년 MBC 드라마)
- 이영후 - 대왕의 길 (1998년 MBC 드라마)
- 안재모 - 어사 출두 (1999년 KBS2 드라마)
- 유준상 - 어사 박문수 (2002년 MBC 드라마)
- 김정산 - 점프 (2005년 EBS 드라마)
- 이원종 - 비밀의 문 (2014년 SBS 드라마)
- 권율 - 해치 (2019년 SBS 드라마)

## 같이 보기
- 암행어사
- 박문수 초상 (보물 제1189-1호)
- 박문수 초상 (보물 제1189-2호)